# Gamma-Hydroxybutyraldéhyde
Le gamma-hydroxybutyraldéhyde, également appelé GHBAL, γ-hydroxybutaldéhyde ou γ-hydroxybutanal, est un intermédiaire chimique dans la biosynthèse du neurotransmetteur γ-hydroxybutyrate (GHB) à partir de 1,4-butanediol (1,4-BD).  Comme le 1,4-BD, il se comporte également comme un précurseur du GHB lorsqu’il est pris de manière exogène. Cependant, comme avec tous les aldéhydes aliphatiques, le γ-hydroxybutaldéhyde est basique et dégage une forte odeur avec un goût désagréable. Ainsi, l'ingestion de ce composé risque d'être désagréable et d'entraîner des nausées et de graves vomissements.

## Synthèse métabolique